# Fatteh

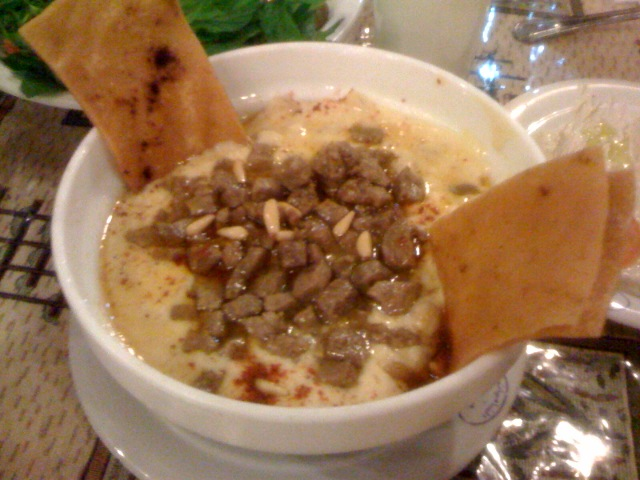
Fatteh mit gegrillten Lammwürfeln und Pinienkernen

Fatteh (arabisch فتّة; auch Fetté, Fatta und Fattah) ist ein levantinisches Gericht, dessen Hauptzutat frisch geröstetes und in kleine Stücke zerbrochenes Brot ist, das mit einer minzigen Joghurtzubereitung, Olivenöl und Kichererbsen vermengt wird. Als Brot wird häufig Khubz (arabisch خبز), ein dünnes Fladenbrot verwendet. In dieser einfachen Form wird Fatteh zum Frühstück oder als Zwischenmahlzeit gegessen.
Über die Grundzutaten hinaus existieren viele weitere Ergänzungsmöglichkeiten. Als Mezze oder auch vollwertiges Hauptgericht wird Fatteh häufig mit Fleisch angereichert, etwa Hähnchen oder Lamm, und mit frischen Kräutern und Pinienkernen bestreut. Auch die Würze kann von mild-fruchtig bis pikant-scharf variiert werden, etwa mit Knoblauch, Kreuzkümmel und Cayennepfeffer.
Fatteh ist ursprünglich ein Damaszener Gericht, ist heute jedoch in der gesamten Levante beheimatet. Ein enger Verwandter ist das Gericht Fatousch (arabisch فتوش), für das vegetarische Salatzutaten mit gerösteten Brotstücken vermengt werden.